# Albanchez de Mágina
Albanchez de Mágina est une commune située dans la province de Jaén de la communauté autonome d'Andalousie en Espagne.

## Histoire

### Antiquité
En 1940, un milliaire incomplet a été trouvé au bas de la montagne Aznaitin, sur le site archéologique de la Casería de Ayozar, au hameau de Hutar. Il est aujourd'hui conservé à Hutar dans le jardin de la propriété Torres
Il fut mis au jour près d'un site archéologique important, où l'on avait dû le transporter et le réutiliser, puisqu'il fut trouvé scié par moitié. Il devait provenir d'une voie joignant la grande cité non identifiée du Cerro de Alcalá (coord. Lambert : 613/360,5) à Tugia (Toya) et passant non loin de Hutar d'Albanchez.
L'inscription que porte le milliaire indique qu'il a été dressé en l'honneur de l'Empereur Constantin dans la première moitié de l'an 308 après J.-C.

## Administration
| Période                                  | Période | Identité | Étiquette | Qualité |
| ---------------------------------------- | ------- | -------- | --------- | ------- |
| N/A                                      | N/A     | N/A      | N/A       | Maire   |
| Les données manquantes sont à compléter. |         |          |           |         |